# Dahner Ehrenfriedhof
Der Dahner Ehrenfriedhof ist ein Soldatenfriedhof in Dahn in Rheinland-Pfalz. Er wurde am 14. September 1952 mit der dazugehörigen renovierten St.-Michaels-Kapelle nach etwa zweijähriger Bauzeit eingeweiht. Die Anlage wurde durch den Braunschweiger Architekturprofessor Daniel Thulesius geplant.

## Geschichte
Die Entscheidung für diese Anlage fiel, nachdem 1952 das Gesetz über die Erhaltung der Gräber der Opfer von Krieg und Gewaltherrschaft (Gräbergesetz) vom deutschen Bundestag verabschiedet wurde. Damit wurden die inländischen Kriegsgräberstätten in die Obhut der jeweiligen Gemeinden gestellt.
Es sind insgesamt 2412 Tote auf dem Friedhof beerdigt, die den Kämpfen in der Pfalz und in den Vogesen im Mai 1940 und vor allem beim Unternehmen Nordwind zwischen Dezember 1944 und dem Kriegsende im Mai 1945 gefallen waren. Die meisten Toten waren Angehörige der Wehrmacht, die aus Deutschland und Österreich sowie den zuvor besetzen Gebieten in der Tschechoslowakei, Polen und Rumänien stammten. Viele gehörten der überwiegend aus Österreich stammenden und nach dem Wiener Stephansdom „Steffel-Division“ benannten 262. Infanterie-Division an. Deren Hinterbliebene halten bis heute regelmäßige Gedenkfeiern ab. Hiervon zeugt ein Stein des Stephansdoms, der in der Kapelle eingemauert wurde.
Nach der Entscheidung, in Dahn eine Kriegsgräberstätte zu errichten, wurden aus über 300 Gemeinden der ganzen Südwestpfalz gefallene Soldaten auf den Dahner Ehrenfriedhof umgebettet. An jedem Grab gibt eine Tafel Auskunft über Name, Geburts- und Todesdatum sowie die Nummer des Grabes. Allerdings konnte der Suchdienst lediglich 150 der umgebetteten Toten noch identifizieren, 300 weitere Gefallene blieben unidentifiziert. Die meisten Gefallenen kamen in der Schlacht um den Maimont bei Petersbächel ums Leben. Auf dem Berg befindet sich seit dem Jahr 1950 ein Friedenskreuz.
Auf dem Friedhof ist auch Hans von Sponeck begraben.

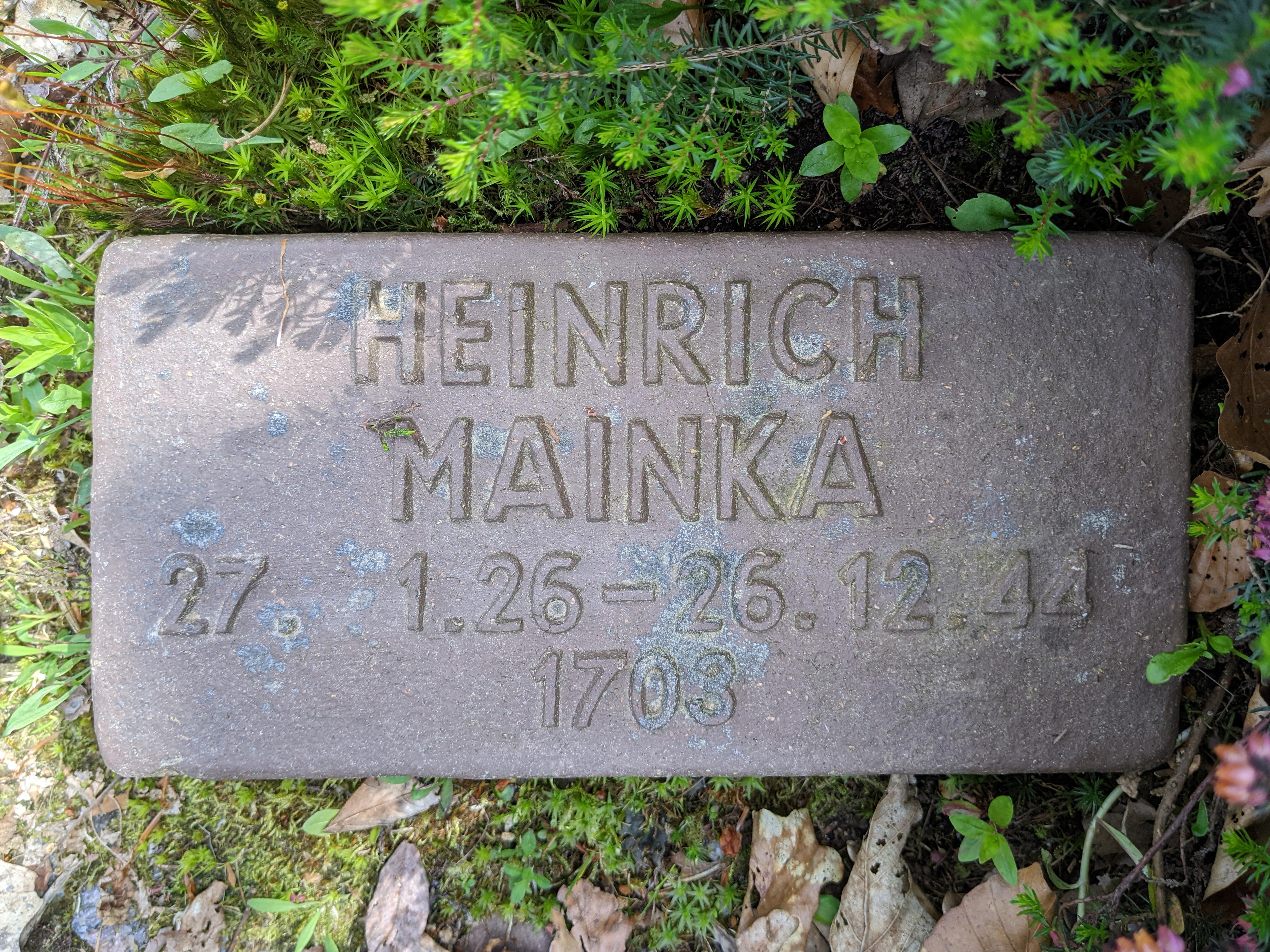
Grabtafel eines gefallenen Soldaten

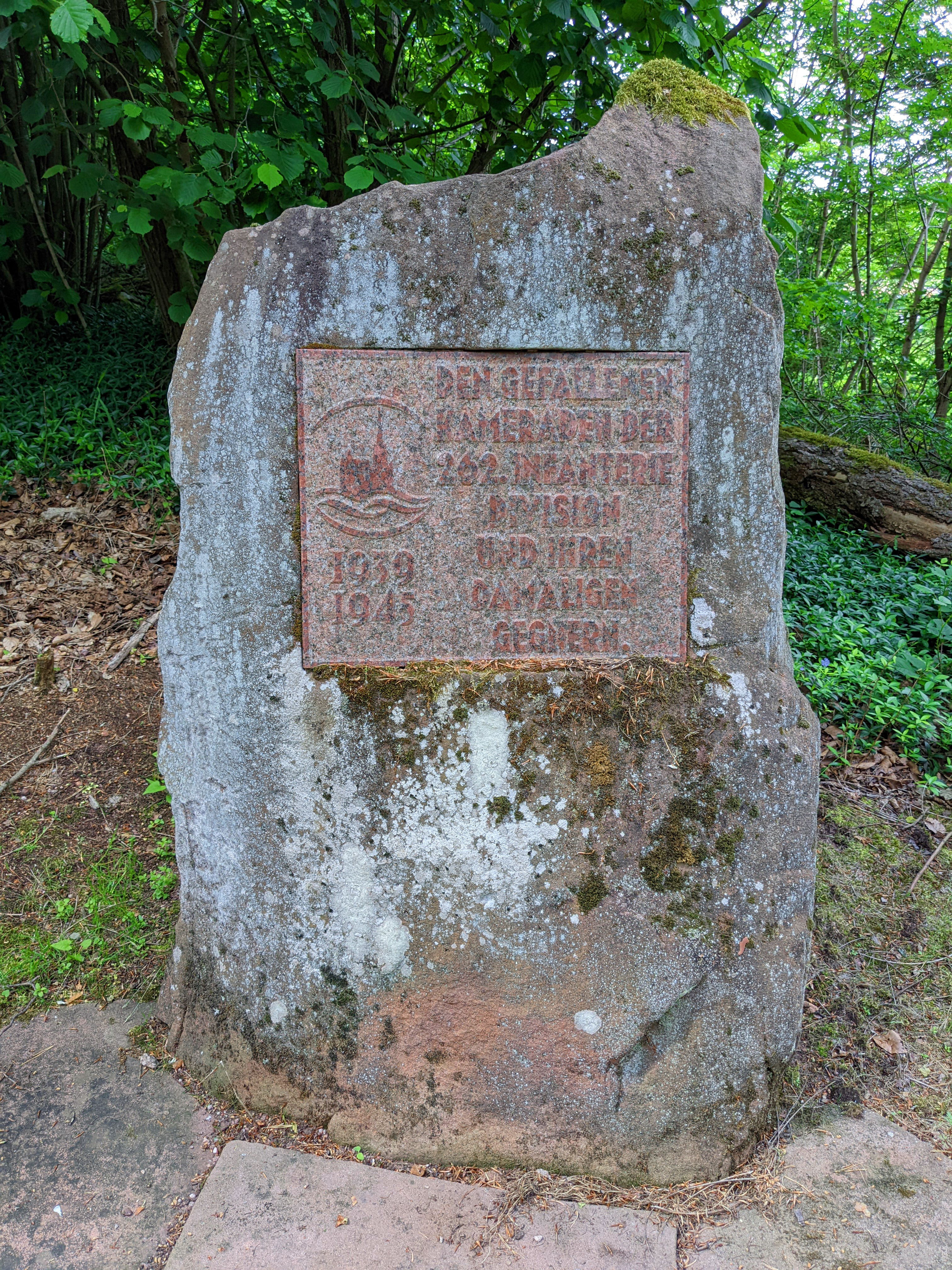
Gedenkstein der 262. Infanterie-Division